# ATP Challenger Tour 2012
Navigation
Saison 2011 Saison 2013
La saison 2012 de l'ATP Challenger Tour, circuit secondaire du tennis professionnel organisé par l'ATP, comprend 148 tournois. Cet article regroupe la liste de ces tournois et leurs vainqueurs.
En fin d'année, les meilleurs joueurs du circuit se qualifient pour l'ATP Challenger Tour Finals, équivalent du Masters sur le circuit principal, qui offre une dotation de 220 000 $ et se déroule depuis 2011 à São Paulo.
Le joueur le plus titré de la saison en simple est le Russe Evgeny Donskoy avec cinq trophées soulevés. Mais le joueur le plus régulier est le Roumain Victor Hănescu avec trois titres et trois finales.
En double, la saison est dominée par les frères jumeaux Thaïlandais Sanchai et Sonchat Ratiwatana qui remportent huit tournois ensemble. On note aussi l'éclosion de l'Australien John Peers qui finit l'année avec sept titres.

## Résultats en simple
| Date         | Nom et lieu du tournoi                                     | Dotation  | Surface             | Vainqueur                   | Finaliste                   |
| 2 janvier    | Aberto de São Paulo, São Paulo                             | 35 000 $  | Dur                 | Thiago Alves                | Gastão Elias                |
| 2 janvier    | Internationaux de Nouvelle-Calédonie, Nouméa               | 75 000 $  | Dur                 | Jérémy Chardy               | Adrián Menéndez-Maceiras    |
| 23 janvier   | Heilbronn Open, Heilbronn                                  | 85 000 €  | Dur (int.)          | Björn Phau                  | Ruben Bemelmans             |
| 23 janvier   | Honolulu Challenger, Honolulu                              | 50 000 $  | Dur                 | Go Soeda                    | Robby Ginepri               |
| 23 janvier   | Seguros Bolívar Open, Bucaramanga                          | 35 000 $  | Terre battue        | Wayne Odesnik               | Adrian Ungur                |
| 30 janvier   | McDonald's Burnie International, Burnie                    | 50 000 $  | Dur                 | Danai Udomchoke             | Samuel Groth                |
| 30 janvier   | Kazan Kremlin Cup, Kazan                                   | 75 000 $  | Dur (int.)          | Jürgen Zopp                 | Marius Copil                |
| 6 février    | Caloundra International, Caloundra                         | 50 000 $  | Dur                 | Marinko Matosevic           | Greg Jones                  |
| 6 février    | yp Challenger of Dallas, Dallas                            | 100 000 $ | Dur (int.)          | Jesse Levine                | Steve Darcis                |
| 6 février    | Open BNP Paribas Banque de Bretagne, Quimper               | 42 500 €  | Dur (int.)          | Igor Sijsling               | Malek Jaziri                |
| 13 février   | Internazionali di Tennis Trofeo Perrel FAIP, Bergame       | 42 500 €  | Dur (int.)          | Björn Phau                  | Alexander Kudryavtsev       |
| 20 février   | Morocco Tennis Tour – Meknès, Meknès                       | 30 000 €  | Terre Battue        | Evgeny Donskoy              | Adrian Ungur                |
| 20 février   | Volkswagen Challenger, Wolfsbourg                          | 30 000 €  | Moquette            | Igor Sijsling               | Jerzy Janowicz              |
| 27 février   | Morocco Tennis Tour - Casablanca, Casablanca               | 30 000 €  | Terre Battue        | Aljaž Bedene                | Nicolas Devilder            |
| 27 février   | Challenger La Manche, Cherbourg-Octeville                  | 42 500 €  | Dur (int.)          | Josselin Ouanna             | Maxime Teixeira             |
| 27 février   | Aberto de Florianopolis, Florianópolis                     | 50 000 $  | Terre battue        | Simone Bolelli              | Blaž Kavčič                 |
| 27 février   | Challenger Salinas Diario Expreso, Salinas                 | 35 000 $  | Terre battue        | Guido Pella                 | Paolo Lorenzi               |
| 27 février   | Manulife Singapore ATP Challenger, Singapour               | 50 000$   | Dur                 | Lu Yen-hsun                 | Go Soeda                    |
| 5 mars       | Shimadzu All Japan Indoor Tennis Championships, Kyoto      | 35 000 $  | Moquette (int.)     | Tatsuma Ito                 | Malek Jaziri                |
| 5 mars       | Copa Cachantún, Santiago                                   | 35 000 $  | Terre battue        | Paul Capdeville             | Antonio Veić                |
| 12 mars      | Dallas Tennis Classic, Dallas                              | 125 000 $ | Dur                 | Frank Dancevic              | Igor Andreev                |
| 12 mars      | Aeromexico Jalisco Open, Guadalajara                       | 100 000 $ | Dur                 | Thiago Alves                | Paolo Lorenzi               |
| 12 mars      | ATP Challenger Pingguo, Pingguo                            | 50 000 $  | Dur                 | Go Soeda                    | Malek Jaziri                |
| 12 mars      | Morocco Tennis Tour - Rabat, Rabat                         | 30 000 €  | Terre battue        | Martin Kližan               | Filippo Volandri            |
| 12 mars      | BH Telecom Indoors, Sarajevo                               | 30 000€   | Dur (int.)          | Jan Hernych                 | Jan Mertl                   |
| 19 mars      | AEGON GB Pro Series Bath, Bath                             | 42 500 €  | Dur (int.)          | Dustin Brown                | Jan Mertl                   |
| 19 mars      | Morocco Tennis Tour - Marrakech, Marrakech                 | 30 000 €  | Terre battue        | Martin Kližan               | Adrian Ungur                |
| 19 mars      | Challenger Banque Nationale, Rimouski                      | 35 000 $  | Dur (int.)          | Vasek Pospisil              | Maxime Authom               |
| 26 mars      | Seguros Bolivar Open, Barranquilla                         | 50 000 $  | Dur                 | Alejandro Falla             | Horacio Zeballos            |
| 26 mars      | Orange Open Guadeloupe, Le Gosier                          | 100 000 $ | Dur                 | David Goffin                | Mischa Zverev               |
| 2 avril      | Open Barletta-Trofeo Selezione Casillo, Barletta           | 30 000 €  | Terre battue        | Aljaž Bedene                | Potito Starace              |
| 2 avril      | San Luis Open Challenger, San Luis Potosí                  | 35 000 $  | Terre battue        | Rubén Ramírez Hidalgo       | Paolo Lorenzi               |
| 2 avril      | Open Prévadiès, Saint-Brieuc                               | 30 000 €  | Terre battue (int.) | Grégoire Burquier           | Augustin Gensse             |
| 2 avril      | Tallahassee Tennis Challenger, Tallahassee                 | 50 000 $  | Dur                 | Tim Smyczek                 | Frank Dancevic              |
| 9 avril      | Aberto de Tenis de Santa Catarina, Blumenau                | 35 000 $  | Terre battue        | Antonio Veić                | Paul Capdeville             |
| 9 avril      | Abierto Internacional AGT, León                            | 35 000 $  | Dur                 | Denis Zivkovic              | Rajeev Ram                  |
| 9 avril      | Mersin Cup, Mersin                                         | 42 500 €  | Terre battue        | João Sousa                  | Javier Martí                |
| 9 avril      | Seguros Bolivar Open, Pereira                              | 50 000 $  | Terre battue        | Carlos Salamanca            | Rubén Ramírez Hidalgo       |
| 16 avril     | Rai Open, Rome                                             | 30 000 €  | Terre battue        | Roberto Bautista-Agut       | Rui Machado                 |
| 16 avril     | Santos Brasil Tennis Open, Santos                          | 35 000 $  | Terre battue        | Ivo Minář                   | Ricardo Hocevar             |
| 16 avril     | Sarasota Open, Sarasota                                    | 100 000 $ | Terre battue        | Sam Querrey                 | Paolo Lorenzi               |
| 23 avril     | 2012 OEC Kaohsiung, Kaohsiung                              | 125 000 $ | Dur                 | Go Soeda                    | Tatsuma Ito                 |
| 23 avril     | Tennis Napoli Cup, Naples                                  | 30 000 €  | Terre battue        | Andrey Kuznetsov            | Jonathan Dasnières de Veigy |
| 23 avril     | IS Open de Tenis, São Paulo                                | 35 000 $  | Terre battue        | Blaž Kavčič                 | Julio Silva                 |
| 23 avril     | Savannah Challenger, Savannah                              | 50 000 $  | Terre battue        | Brian Baker                 | Augustin Gensse             |
| 30 avril\|-  | Tunis Open, Tunis                                          | 125 000 $ | Terre battue        | Rubén Ramírez Hidalgo       | Jérémy Chardy               |
| 30 avril\|-  | Prosperita Open, Ostrava                                   | 42 500 €  | Terre battue        | Jonathan Dasnières de Veigy | Jan Hájek                   |
| 7 mai        | CNGvitall Prague Open, Prague                              | 85 000 €  | Terre battue        | Horacio Zeballos            | Martin Kližan               |
| 7 mai        | Busan Open Challenger Tennis, Pusan                        | 75 000 $  | Dur                 | Tatsuma Ito                 | John Millman                |
| 7 mai        | Status Athens Open, Athènes                                | 42 500 €  | Dur                 | Marinko Matosevic           | Ruben Bemelmans             |
| 7 mai        | I Algar Telecom Rio Quente Resorts Challenger, Rio Quente  | 35 000 $  | Dur                 | Guilherme Clezar            | Paul Capdeville             |
| 7 mai        | Garden Open, Rome                                          | 30 000 €  | Terre battue        | Jerzy Janowicz              | Gilles Müller               |
| 14 mai       | BNP Paribas Primrose Bordeaux, Bordeaux                    | 85 000 €  | Terre battue        | Martin Kližan               | Teimuraz Gabachvili         |
| 14 mai       | Fergana Challenger, Ferghana                               | 35 000 $  | Dur                 | Yuki Bhambri                | Amir Weintraub              |
| 4 juin       | Unicredit Czech Open, Prostějov                            | 106 500 € | Terre battue        | Florian Mayer               | Jan Hájek                   |
| 4 juin       | Citta di Caltanisseta, Caltanissetta                       | 64 000 €  | Terre battue        | Tommy Robredo               | Gastão Elias                |
| 4 juin       | Aegon Trophy, Nottingham                                   | 64 000 €  | Gazon               | Benjamin Becker             | Dmitri Toursounov           |
| 4 juin       | Franken Challenge, Fürth                                   | 30 000 €  | Terre battue        | Blaž Kavčič                 | Serhiy Stakhovsky           |
| 11 juin      | Circolo Tennis Monza, Monza                                | 64 000 €  | Terre battue        | Daniel Gimeno-Traver        | Albert Montañés             |
| 11 juin      | Aegon Nottingham Challenge, Nottingham                     | 64 000 €  | Gazon               | Grega Žemlja                | Karol Beck                  |
| 11 juin      | Kosice Open, Košice                                        | 30 000 €  | Terre battue        | Aljaž Bedene                | Simon Greul                 |
| 25 juin      | Marburg Open, Marbourg                                     | 30 000 €  | Terre battue        | Jan Hájek                   | Andreas Haider-Maurer       |
| 25 juin      | Aspria Tennis Cup Trofeo City Life, Milan                  | 30 000 €  | Terre battue        | Tommy Robredo               | Martín Alund                |
| 2 juillet    | Sparkassen Open, Braunschweig                              | 106 500 € | Terre battue        | Thomaz Bellucci             | Tobias Kamke                |
| 2 juillet    | Nielsen Pro Tennis Championships, Winnetka                 | 50 000 $  | Dur                 | John-Patrick Smith          | Ričardas Berankis           |
| 2 juillet    | BRD Arad Challenger, Arad                                  | 30 000 €  | Terre battue        | Facundo Bagnis              | Victor Hănescu              |
| 2 juillet    | Lima Challenger Copa Claro, Lima                           | 50 000 $  | Terre battue        | Guido Andreozzi             | Facundo Argüello            |
| 2 juillet    | Visit Panama Cup, Panama                                   | 35 000 $  | Terre battue        | Rogério Dutra Silva         | Peter Polansky              |
| 9 juillet    | Seguros Bolivar Open, Bogota                               | 125 000 $ | Terre battue        | Alejandro Falla             | Santiago Giraldo            |
| 9 juillet    | HealthCity Open, Scheveningen                              | 42 500 €  | Terre battue        | Jerzy Janowicz              | Matwé Middelkoop            |
| 9 juillet    | Carisap Tennis Cup, San Benedetto del Tronto               | 30 000 €  | Terre battue        | Gianluca Naso               | Andreas Haider-Maurer       |
| 9 juillet    | BRD Timisoara Challenger, Timișoara                        | 30 000 €  | Terre battue        | Victor Hănescu              | Guillaume Rufin             |
| 16 juillet   | ATP Challenger China International, An-Ning                | 50 000 $  | Terre battue        | Grega Žemlja                | Aljaž Bedene                |
| 16 juillet   | SDA Tennis Open, Bercuit                                   | 42 500 €  | Terre battue        | Thiemo de Bakker            | Victor Hănescu              |
| 16 juillet   | Levene Gouldin & Thompson Tennis Challenger, Binghamton    | 50 000 $  | Dur                 | Michael Yani                | Fritz Wolmarans             |
| 16 juillet   | Challenger Banque Nationale, Granby                        | 50 000 $  | Dur                 | Vasek Pospisil              | Igor Sijsling               |
| 16 juillet   | Penza Cup, Penza                                           | 50 000 $  | Dur                 | Illya Marchenko             | Evgeny Donskoy              |
| 16 juillet   | Poznań Open, Poznań                                        | 30 000 €  | Terre battue        | Jerzy Janowicz              | Jonathan Dasnières de Veigy |
| 16 juillet   | Guzzini Challenger, Recanati                               | 30 000 €  | Dur                 | Simone Bolelli              | Fabrice Martin              |
| 23 juillet   | President's Cup, Astana                                    | 125 000 $ | Dur                 | Evgeny Donskoy              | Marsel Ilhan                |
| 23 juillet   | Fifth Third Bank Tennis Championships, Lexington           | 50 000 $  | Dur                 | Denis Kudla                 | Érik Chvojka                |
| 23 juillet   | Aamulehti Tampere Open, Tampere                            | 42 500 €  | Terre battue        | João Sousa                  | Éric Prodon                 |
| 23 juillet   | ATP Challenger Wuhan, Wuhan                                | 50 000 $  | Dur                 | Aljaž Bedene                | Josselin Ouanna             |
| 23 juillet   | Oberstaufen Cup, Oberstaufen                               | 30 000 €  | Terre battue        | Dominik Meffert             | Nils Langer                 |
| 23 juillet   | Trofeo "Stefano Bellaveglia", Orbetello                    | 30 000 €  | Terre battue        | Roberto Bautista-Agut       | Dušan Lajović               |
| 30 juillet   | Odlum Brown Vanopen, Vancouver                             | 100 000 $ | Dur                 | Igor Sijsling               | Sergei Bubka                |
| 30 juillet   | Beijing International Challenger, Pékin                    | 75 000 $  | Dur                 | Grega Žemlja                | Wu Di                       |
| 30 juillet   | Manta Open- Trofeo Ricardo Delgado Aray, Manta             | 35 000 $  | Dur                 | Guido Pella                 | Maximiliano Estévez         |
| 6 août       | The Comerica Bank Challenger, Aptos                        | 100 000 $ | Dur                 | Steve Johnson               | Robert Farah                |
| 6 août       | San Marino CEPU Open, Saint-Marin                          | 85 000 €  | Terre battue        | Martin Kližan               | Simone Bolelli              |
| 6 août       | Open Diputacion Ciudad de Pozoblanco, Pozoblanco           | 42 500 €  | Dur                 | Roberto Bautista-Agut       | Arnau Brugués-Davi          |
| 6 août       | BRD Sibiu Challenger, Sibiu                                | 30 000 €  | Terre battue        | Adrian Ungur                | Victor Hănescu              |
| 6 août       | Samarkand Challenger, Samarcande                           | 35 000 $  | Terre battue        | Dušan Lajović               | Farrukh Dustov              |
| 13 août      | Friuladria Credit Agricole Tennis Cup, Cordenons           | 85 000 €  | Terre battue        | Paolo Lorenzi               | Daniel Gimeno-Traver        |
| 13 août      | Karshi Challenger, Karchi                                  | 50 000 $  | Dur                 | Igor Kunitsyn               | Dzmitry Zhyrmont            |
| 20 août      | Open Castilla y León, Ségovie                              | 64 000 $  | Dur                 | Evgeny Donskoy              | Albano Olivetti             |
| 27 août      | Chang-Sat Bangkok Open, Bangkok                            | 50 000 $  | Dur                 | Dudi Sela                   | Yuichi Sugita               |
| 27 août      | Trofeo Citta di Como, Côme                                 | 30 000 €  | Terre battue        | Andreas Haider-Maurer       | João Sousa                  |
| 3 septembre  | AON Open, Gênes                                            | 85 000 €  | Terre battue        | Albert Montañés             | Tommy Robredo               |
| 3 septembre  | Tean International, Alphen-sur-le-Rhin                     | 42 500 €  | Terre battue        | Thiemo de Bakker            | Simon Greul                 |
| 3 septembre  | Road to the Shanghai Rolex Masters, Shanghai               | 50 000 $  | Dur                 | Lu Yen-hsun                 | Peter Gojowczyk             |
| 3 septembre  | Trophée des Alpilles, Saint-Rémy-de-Provence               | 42 500 €  | Dur                 | Josselin Ouanna             | Flavio Cipolla              |
| 3 septembre  | BRD Brasov Challenger, Brașov                              | 30 000 €  | Terre battue        | Andreas Haider-Maurer       | Adrian Ungur                |
| 10 septembre | American Express - Istanbul Challenger, Istanbul           | 75 000 $  | Dur                 | Dmitri Toursounov           | Adrian Mannarino            |
| 10 septembre | Seguros Bolivar Open, Cali                                 | 75 000 $  | Terre battue        | João Souza                  | Thiago Alves                |
| 10 septembre | ATP Roller Open, Pétange                                   | 64 000 €  | Dur                 | Tobias Kamke                | Paul-Henri Mathieu          |
| 10 septembre | Banja Luka Challenger, Banja Luka                          | 64 000 €  | Terre battue        | Victor Hănescu              | Andreas Haider-Maurer       |
| 10 septembre | Copa Sevilla, Séville                                      | 42 500 €  | Terre battue        | Daniel Gimeno-Traver        | Tommy Robredo               |
| 10 septembre | Ningbo Open, Ningbo                                        | 50 000 $  | Dur                 | Peter Gojowczyk             | Jeong Suk-young             |
| 10 septembre | Blu-express.com Tennis Cup, Todi                           | 30 000 €  | Terre battue        | Andrey Kuznetsov            | Paolo Lorenzi               |
| 17 septembre | Pekao Szczecin Open, Szczecin                              | 106 500 € | Terre battue        | Victor Hănescu              | Íñigo Cervantes             |
| 17 septembre | Turk Telekom Izmir Cup, Izmir                              | 64 000 €  | Dur                 | Dmitri Toursounov           | Illya Marchenko             |
| 17 septembre | Arimex Challenger Trophy, Trnava                           | 64 000 €  | Terre battue        | Andrey Kuznetsov            | Adrian Ungur                |
| 17 septembre | Campeonato Internacional de Tenis de Campinas, Campinas    | 50 000 $  | Terre battue        | Guido Pella                 | Leonardo Kirche             |
| 24 septembre | Open d'Orléans, Orléans                                    | 106 500 € | Dur                 | David Goffin                | Ruben Bemelmans             |
| 24 septembre | Torneo Omnia Tenis Ciudad de Madrid, Madrid                | 42 500 €  | Terre battue        | Daniel Gimeno-Traver        | Jan-Lennard Struff          |
| 24 septembre | Lermontov Cup, Lermontov                                   | 50 000 $  | Terre battue        | Andrey Kuznetsov            | Farrukh Dustov              |
| 1er octobre  | Ethias Trophy, Mons                                        | 106 500 € | Dur                 | Kenny de Schepper           | Michaël Llodra              |
| 1er octobre  | RelyAid Natomas Challenger, Sacramento                     | 100 000 $ | Dur                 | James Blake                 | Mischa Zverev               |
| 1er octobre  | Campeonato Internacional de Tênis do Estado do Pará, Belém | 35 000 $  | Dur                 | Ricardo Hocevar             | Thiemo de Bakker            |
| 1er octobre  | Trofeo Ciudad de Quito, Quito                              | 35 000 $  | Terre battue        | João Souza                  | Guillaume Rufin             |
| 8 octobre    | Tashkent Challenger, Tachkent                              | 125 000 $ | Dur                 | Uladzimir Ignatik           | Lukáš Lacko                 |
| 8 octobre    | First Republic Bank Tiburon Challenger, Tiburon            | 100 000 $ | Dur                 | Jack Sock                   | Mischa Zverev               |
| 8 octobre    | Open de Rennes, Rennes                                     | 42 500 €  | Dur                 | Kenny de Schepper           | Illya Marchenko             |
| 8 octobre    | Copa San Juan Gobierno, San Juan                           | 35 000 $  | Terre battue        | Thiemo de Bakker            | Martín Alund                |
| 15 octobre   | Peugeot Tennis Cup, Rio de Janeiro                         | 50 000 $  | Terre battue        | Gastão Elias                | Boris Pašanski              |
| 15 octobre   | Copa Agco Cordoba, Villa Allende                           | 50 000 $  | Terre battue        | Guillaume Rufin             | Javier Martí                |
| 22 octobre   | Samsung Securities Cup, Séoul                              | 100 000 $ | Dur                 | Lu Yen-hsun                 | Yuichi Sugita               |
| 22 octobre   | Copa Topper, Buenos Aires                                  | 75 000 $  | Terre battue        | Diego Schwartzman           | Guillaume Rufin             |
| 22 octobre   | Aberto de Tenis do Rio Grande do Sul, Porto Alegre         | 35 000 $  | Terre battue        | Simon Greul                 | Gastão Elias                |
| 29 octobre   | IPP Geneva Open, Genève                                    | 64 000 €  | Dur                 | Marc Gicquel                | Matthias Bachinger          |
| 29 octobre   | Charlottesville Men's Pro Challenger, Charlottesville      | 75 000 $  | Dur                 | Denis Kudla                 | Alex Kuznetsov              |
| 29 octobre   | Seguros Bolívar Open, Medellín                             | 50 000 $  | Terre battue        | Paolo Lorenzi               | Leonardo Mayer              |
| 29 octobre   | Uruguay Open, Montevideo                                   | 50 000 $  | Terre battue        | Horacio Zeballos            | Julian Reister              |
| 29 octobre   | Bauer Watertechnology Cup, Eckental                        | 30 000 €  | Moquette            | Daniel Brands               | Ernests Gulbis              |
| 5 novembre   | Slovak Open, Bratislava                                    | 85 000 €  | Dur                 | Lukáš Rosol                 | Björn Phau                  |
| 5 novembre   | Sparkasse ATP Challenger, Ortisei                          | 64 000 €  | Moquette            | Benjamin Becker             | Andreas Seppi               |
| 5 novembre   | Challenger Ciudad de Guayaquil, Guayaquil                  | 50 000 $  | Terre battue        | Leonardo Mayer              | Paolo Lorenzi               |
| 5 novembre   | Knoxville Challenger, Knoxville                            | 50 000 $  | Dur                 | Michael Russell             | Bobby Reynolds              |
| 5 novembre   | Aegon GB Pro-Series Loughborough, Loughborough             | 42 500 €  | Dur                 | Evgeny Donskoy              | Jan-Lennard Struff          |
| 5 novembre   | Ecco Sao Leo Open de Tenis, São Leopoldo                   | 35 000 $  | Terre battue        | Horacio Zeballos            | Paul Capdeville             |
| 12 novembre  | IPP Open, Helsinki                                         | 106 500 € | Dur                 | Lukáš Lacko                 | Jarkko Nieminen             |
| 12 novembre  | JSM Challenger, Champaign                                  | 50 000 $  | Dur                 | Tim Smyczek                 | Jack Sock                   |
| 12 novembre  | Keio Challenger, Yokohama                                  | 50 000 $  | Dur                 | Matteo Viola                | Mirza Bašić                 |
| 12 novembre  | I Marbella Open, Marbella                                  | 30 000 €  | Terre battue        | Albert Montañés             | Daniel Muñoz de la Nava     |
| 19 novembre  | Dunlop World Challenge Tennis Tournament, Toyota           | 35 000 $  | Moquette            | Michał Przysiężny           | Hiroki Moriya               |
| 19 novembre  | Siberia Cup, Tioumen                                       | 35 000 $  | Dur                 | Evgeny Donskoy              | Illya Marchenko             |
| 27 novembre  | ATP Challenger Tour Finals, São Paulo                      | 220 000 $ | Dur                 | Guido Pella                 | Adrian Ungur                |

## Classement ATP Challenger
Le classement ATP Challenger 2012 comptabilise les tournois Challenger joués entre le 24/10/2011 et le 05/11/2012.
| Rang | Joueur                | Points | Tournois |
| 1er  | Victor Hănescu        | 562    | 11       |
| 2e   | Paolo Lorenzi         | 510    | 13       |
| 3e   | Martin Kližan         | 483    | 12       |
| 4e   | Aljaž Bedene          | 471    | 15       |
| 5e   | Andrey Kuznetsov      | 459    | 16       |
| 6e   | Jerzy Janowicz        | 450    | 14       |
| 7e   | Evgeny Donskoy        | 445    | 20       |
| 8e   | Tatsuma Ito           | 438    | 11       |
| 9e   | Guido Pella           | 426    | 18       |
| 10e  | Daniel Gimeno-Traver  | 423    | 14       |
| 11e  | Andreas Haider-Maurer | 421    | 20       |
| 12e  | Roberto Bautista-Agut | 416    | 11       |
| 13e  | Grega Žemlja          | 399    | 15       |
| 14e  | Rubén Ramírez Hidalgo | 393    | 15       |
| 15e  | Gastão Elias          | 392    | 24       |
| 16e  | João Sousa            | 391    | 23       |
| 17e  | Go Soeda              | 385    | 11       |
| 18e  | Igor Sijsling         | 385    | 12       |
| 19e  | Simone Bolelli        | 385    | 15       |
| 20e  | Adrian Ungur          | 382    | 16       |

## ATP Challenger Tour Finals
Le classement ATP Challenger détermine la liste d'acceptation pour le tournoi ATP Challenger Tour Finals. Les 8 joueurs qui y participent sont Rubén Ramírez Hidalgo, Adrian Ungur, Paolo Lorenzi, Victor Hănescu, Gastão Elias, Aljaž Bedene, Guido Pella et Thomaz Bellucci (sur invitation).
Le tournoi se déroule en 2 poules, desquelles s'extraient Adrian Ungur, Guido Pella, Victor Hănescu et Aljaž Bedene. La finale oppose les 2 premiers cités et c'est l'Argentin qui s'impose en 3 sets pour remporter la 2e édition de ce tournoi.
|  |                |              |             |            |            |    |   |        |        |        |        |        |
|  | 1/2 finale     | 1/2 finale   | 1/2 finale  | 1/2 finale | 1/2 finale |    |   | Finale | Finale | Finale | Finale | Finale |
|  |                |              |             |            |            |    |   |        |        |        |        |        |
|  |                |              |             |            |            |    |   |        |        |        |        |        |
|  | Adrian Ungur   |              | 6           | 6          |            |    |   |        |        |        |        |        |
|  | Adrian Ungur   |              |             |            |            |    |   |        |        |        |        |        |
|  | Aljaž Bedene   |              | 4           | 1          |            |    |   |        |        |        |        |        |
|  | Aljaž Bedene   | Adrian Ungur | 4           | 1          |            | 3  | 7 | 64     |        |        |        |        |
|  |                |              |             |            |            | 3  | 7 | 64     |        |        |        |        |
|  |                |              | Guido Pella |            | 6          | 64 | 7 |        |        |        |        |        |
|  | Victor Hănescu |              | Guido Pella | 63         | 6          | 64 | 7 | 2      |        |        |        |        |
|  | Victor Hănescu |              |             | 63         |            |    |   | 2      |        |        |        |        |
|  | Guido Pella    |              | 7           | 6          |            |    |   |        |        |        |        |        |
|  | Guido Pella    |              | 7           | 6          |            |    |   |        |        |        |        |        |